# Estadio Gran Parque Central
El Estadio Gran Parque Central es un recinto deportivo mundialista propiedad del Club Nacional de Football, ubicado en la ciudad de Montevideo, Uruguay. Se sitúa en la calle Carlos Anaya 2900, entre Jaime Cibils y Comandante Braga (en el barrio La Blanqueada), a pocas cuadras del Estadio Centenario.
Por diversos factores, es considerado un escenario histórico. Construido en 1900, es el estadio vigente más antiguo de América y el decimoquinto de todo el mundo. Pero principalmente destaca por haber sido sede de la Copa Mundial de Fútbol de 1930, disputándose uno de los dos primeros partidos en la historia de los mundiales de fútbol, cuando el 13 de julio de 1930 se enfrentaron Estados Unidos y Bélgica por el Grupo D. La FIFA recordó este hecho, cuando en 2005 una delegación encabezada por su presidente, Joseph Blatter, acudió para visitar las obras y colocó una placa conmemorativa en la salida del túnel de los vestuarios a la cancha. Por este motivo es conocido como El primer estadio mundialista.
Además, el Gran Parque Central también fue sede de la selección uruguaya, tanto en fútbol como en otras disciplinas. Desde su creación y hasta el año 1930 fue el principal escenario deportivo del Uruguay, por lo que hasta la inauguración del Estadio Centenario, el seleccionado charrúa oficiaba de local en este estadio. También fue sede de otros importantes torneos internacionales, como las Copas América de 1923 y 1924 (ambas disputadas íntegramente en el Parque), el Campeonato Sudamericano Sub-20 de 2015 o la final de la Copa Libertadores Femenina 2021. Es, luego del Centenario, el estadio en el que la selección de fútbol de Uruguay ha disputado la mayor cantidad de partidos oficiales.
En el año 1937, bajo la presidencia de Aníbal Zapicán Falco, el Club Nacional de Football comenzó las gestiones para la adquisición del predio que aloja al Gran Parque Central. En el mes de junio, la Directiva aprobó por unanimidad la venta de un terreno, propiedad del Club, en las inmediaciones de la Avda. Centenario por $ 300.000 al contado y la compra del Parque Central por $ 140.000 en las mismas condiciones.
Desde hace años, Nacional promueve la inclusión del Gran Parque Central como segundo estadio de la sede Montevideo para la candidatura de Uruguay con miras a la realización de un futuro mundial en 2030. El argumento que se presentará para que la FIFA avale el pedido tricolor será la historia del escenario deportivo como el primer estadio mundialista. La solicitud se mantuvo luego de la confirmación de que la candidatura elegida fuese la de España, Portugal y Marruecos, motivo por lo que el estadio está en reformas.

## Historia

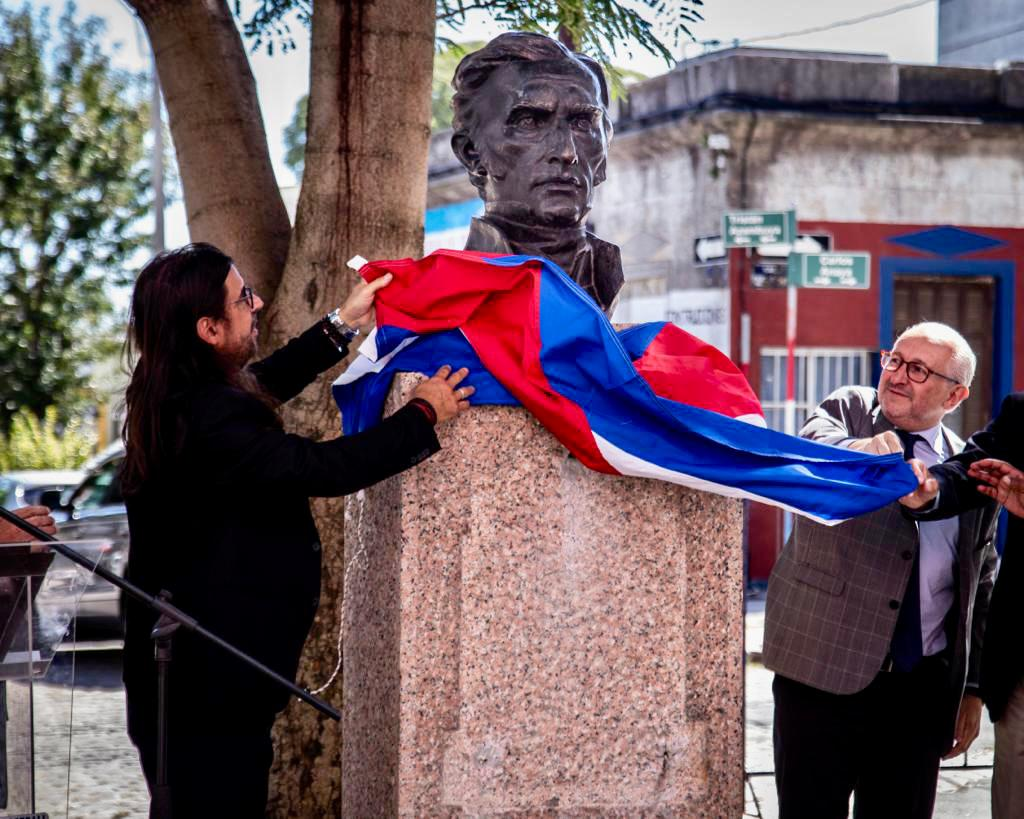
Plazoleta "Quinta de la Paraguaya" en los accesos del estadio, con el busto de Artigas.

El Gran Parque Central tiene por su ubicación, vinculación con la historia del país. En el siglo XIX, se encontraba en este lugar la Quinta de la Paraguaya, lugar donde José Gervasio Artigas fue nombrado «Jefe de los Orientales» en el año 1811. En la actualidad, una placa recordatoria ubicada en la entrada de la sede de Nacional conmemora el nombramiento de Artigas por parte de su pueblo, mientras que una plazoleta en los accesos de la tribuna José María Delgado recuerda el ascenso artiguista en ese lugar.
El predio cuenta en total con 43 324 metros cuadrados. El estadio se encuentra 
en obras para superar las 40 000 personas, y tiene una capacidad actual para 37.000 espectadores sentados entre las cuatro tribunas: tribuna José María Delgado (Tribuna Norte), tribuna Atilio García (Tribuna Sur), tribuna Abdón Porte (Tribuna Oeste), tribuna Héctor Scarone (Tribuna Este), que deben sus nombres a famosos jugadores del club: A. García, A. Porte y H. Scarone, y a un dirigente de la institución: J. M. Delgado.

### Los comienzos

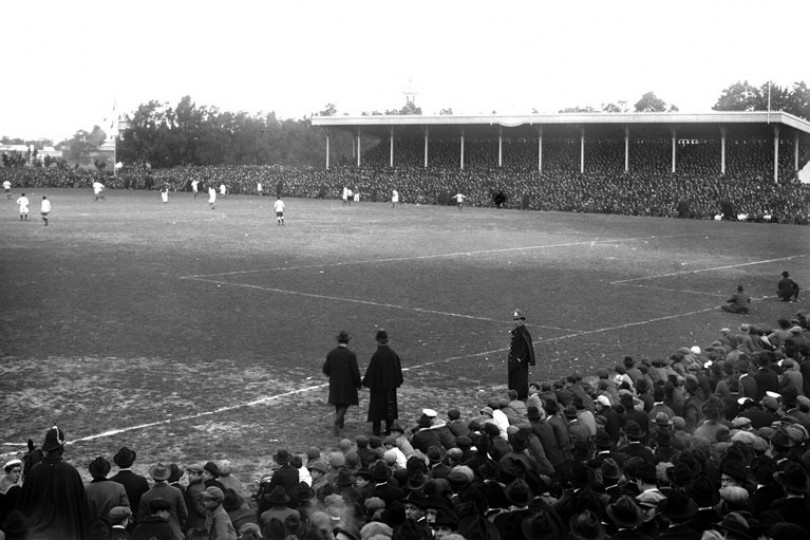
En sus inicios, el Gran Parque Central tenía tribunas de madera.

Como estadio para la práctica del deporte, el Parque Central se inauguró el 25 de mayo de 1900 con un encuentro entre el Deutscher Fussball Klub y el CURCC. Según una crónica de la época, la empresa propietaria del predio ofreció antes del encuentro un almuerzo al que asistieron como invitados el cuerpo diplomático, el Jefe de Policía, periodistas y principales figuras de la ciudad. La inauguración estuvo amenizada por las bandas musicales de Don Bosco y del crucero inglés «Flora», y hubo pruebas por parte de la oficialidad y marinería de los cruceros «Flora», «Pegasus», «Basiluk» y «Swallow». La asistencia se calculó en unas 7000 personas, cifra récord para la época.
Dos días después, el 27 de mayo, se realizó un segundo partido inaugural, en el que se enfrentaron Nacional y el Deutscher. Este encuentro terminó 1:1 y el primer gol fue marcado por el jugador Ernesto Caprario, quien también fue fundador de Nacional. El predio era de la «Empresa de Tranvías a la Unión y Maroñas», este estaba antes en una zona rodeada de quintas. Tenía cuatro canchas de tenis y dos de fútbol. Una pequeña, con entrada por Camino Cibils que utilizaba el cuadro Deutscher Alemán y otra más grande con entrada por la calle 8 de octubre.
| 25 de mayo de 1900                         | Deutscher | 0:2 | CURCC |                               |  |
|                                            |           |     |       | Asistencia: 7000 espectadores |  |
| Partido inaugural del Gran Parque Central. |           |     |       |                               |  |

| 27 de mayo de 1900                         | Nacional     | 1:1     | Deutscher |                               |                               |
|                                            | E. Capriario | Reporte |           | Asistencia: 7000 espectadores | Asistencia: 7000 espectadores |
| Partido inaugural del Gran Parque Central. |              |         |           |                               |                               |

Para 1901, Nacional ya era oficialmente local en el Parque Central. En principio, le cedieron la cancha auxiliar a Nacional, la cual se estrenó en la segunda temporada de la liga uruguaya. Pero además, alternaba en la cancha oficial junto al Deutscher, el otro club que usaba el estadio. El Parque tenía originalmente dos campos de juego. Uno de ellos era considerado el oficial, con entrada por la calle 8 de Octubre que era usado para sus partidos por los marineros ingleses que llegaban a Montevideo. El otro, al cual se ingresaba por Camino Cibils, fue otorgado al Deutscher. Cuando los británicos no jugaban en la cancha oficial, lo hacía Nacional, que en ese momento tenía su base deportiva en Punta Carretas. Los dirigentes obtuvieron la concesión del Parque Central poco después de su inauguración, gracias a la intervención del gerente de la compañía de tranvías, Juan Cat. Se construyó un palco y se instalaron bancos para mayor comodidad del público. Podía albergar unos 7000 espectadores.

### Rápido crecimiento y popularidad

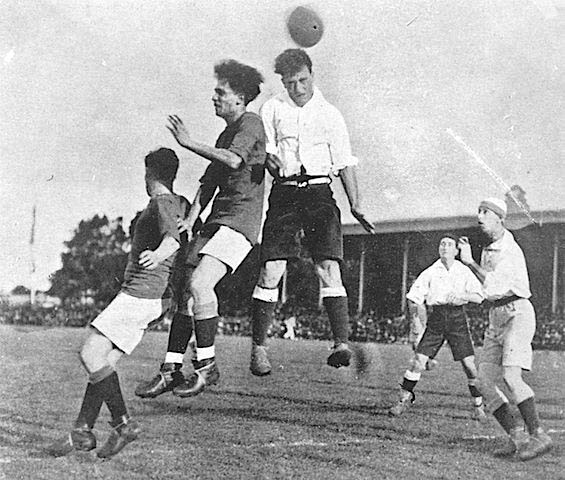
El estadio fue sede de varias finales de torneos de la época, como la Copa Aldao.

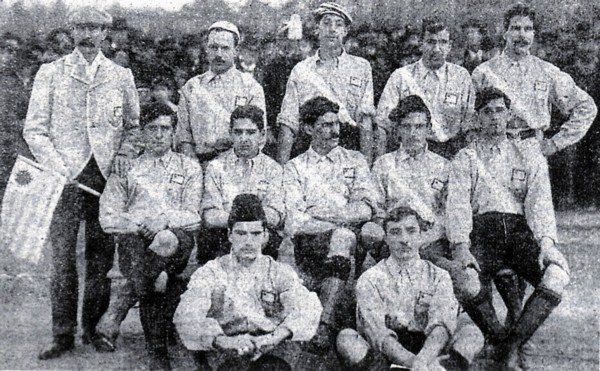
Desde su creación y hasta el año 1930 fue el principal escenario deportivo del Uruguay, por lo que hasta la inauguración del Estadio Centenario, la selección uruguaya era local aquí.

Desde ese año hasta hoy, ha sido testigo de varios campeonatos ganados por Nacional y la selección de fútbol de Uruguay. El 15 de agosto de 1906 tuvo su estreno en la Copa Lipton, ante unas 5000 personas.  En 1911 se efectuó una ampliación que elevó esa capacidad a 15 000 espectadores. De aquella época todavía sobreviven elementos del estadio, como el Molino que se encuentra detrás de la Tribuna Atilio García, aunque la cancha se encuentra orientada en sentido contrario al de comienzos del siglo XX.
Desde su construcción, el Gran Parque Central era el principal estadio de Uruguay. Por este motivo, por esos años, Nacional disputaba casi todos sus encuentros en el Parque, dado que los equipos rivales preferían ser locales en el estadio tricolor, aunque eso significara "entregarle" la localía a Nacional.
En 1918 ocurrió un hecho trágico: el mediocampista del equipo tricolor, Abdón Porte, se quitó la vida con un disparo luego de darse cuenta de que ya no podría defender más los colores de su club. Además el Parque Central ha sido escenario de varios duelos entre importantes personalidades uruguayas durante las primeras décadas del siglo XX. El más recordado ocurrió el 2 de abril de 1920, cuando en un duelo a pistola, el décimo noveno presidente de la República José Batlle y Ordóñez hirió de muerte al entonces codirector del diario El País, Washington Beltrán.

### Sede de la Copa América y del Mundo

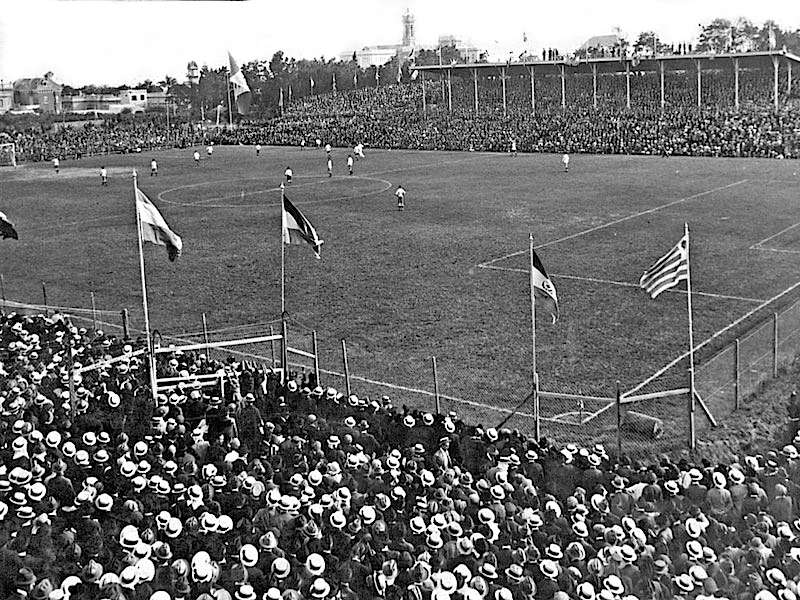
Sede de la Copa América en las ediciones de 1923 y 1924.

Partido entre Estados Unidos y Bélgica, disputado en el Gran Parque Central por la Copa Mundial de Fútbol de 1930.

Hasta el año 1930 fue el principal escenario deportivo del Uruguay, superado recién por el Estadio Centenario. Hasta la inauguración del Estadio Centenario, el Parque Central fue el estadio donde Uruguay disputó la mayoría de sus partidos.
Por este motivo, el Gran Parque Central fue sede de varios eventos deportivos internacionales. Respecto a certámenes con selecciones nacionales, el estadio de Nacional albergó algunos torneos, destacándose el Campeonato Sudamericano de 1923, Campeonato Sudamericano de 1924, la Copa Mundial de Fútbol de 1930 o el Campeonato Sudamericano Sub-20 de 2015. En el caso de los Campeonatos Sudamericanos (actualmente denominados como Copa América), el Gran Parque Central fue la única sede, mientras que en el mundial de 1930 y en el Sudamericano de 2015 albergó algunos partidos.
En la Copa América de 1924 se dio la particularidad de que Paraguay, el país organizador, determinó hacer el torneo en este estadio, por considerar que su infraestructura era inferior al recinto uruguayo. De esta manera, la copa de 1924 se hizo en la misma sede que había recibido todo el evento en su pasada edición. Las ganancias que se generaron fueron utilizadas por dicho país para realizar reformas en el Estadio Defensores del Chaco.
Por otro lado, durante el mundial de fútbol de 1930, hicieron sus debuts mundialistas en este estadio selecciones como Argentina y Brasil. Asimismo, en 2016 recibió la primera Copa Libertadores Femenina en Uruguay.
La selección uruguaya de fútbol jamás perdió un partido por torneos internacionales oficiando de local en el estadio tricolor, registrándose ocho victorias y solo un empate.

### Pérdida de protagonismo
Luego de la Copa Mundial de Fútbol de la FIFA, el estadio Centenario pasó a ser el principal escenario deportivo del país, siendo la nueva sede de la selección nacional y acaparando muchos partidos del Campeonato Uruguayo. Rápidamente el Centenario se convirtió en la sede de Peñarol, club que recién a fines de la década del 90 comenzó a generar proyectos para construir su estadio propio y abandonar el Centenario. Como Peñarol —el tradicional rival— comenzó a utilizar el Estadio Centenario, Nacional no quiso cederle esa exclusividad, porque además su capacidad aventajaba ampliamente la del Parque Central. De esta manera, el Parque se utilizó más como campo de prácticas, partidos de menor importancia, residencia de juveniles y concentración del plantel, hasta que en 1968 se adquirió un campo para prácticas al que llamaron Los Céspedes. Luego de eso, en el Campeonato Uruguayo de 1984 Central Español salió campeón de Primera División por primera vez en su historia, jugando parte de sus partidos en este estadio.
En la década del 40, Nacional planificó un importante proyecto de reforma, pero un extraño incendio poco antes de empezar la obra, echó por tierra la aspiración del Bolso.
En las posteriores décadas. hubo varias iniciativas para aggiornar y ampliar el Parque Central, pero la mayoría no prosperaron, por lo que Nacional terminó siendo local en el Centenario por mucho tiempo. El Parque Central se limitaba a recibir partidos de menor porte y de otras categorías, hasta que en 2003 se comenzó su más importante reforma, que se mantiene hasta la actualidad.

### Época de modernización

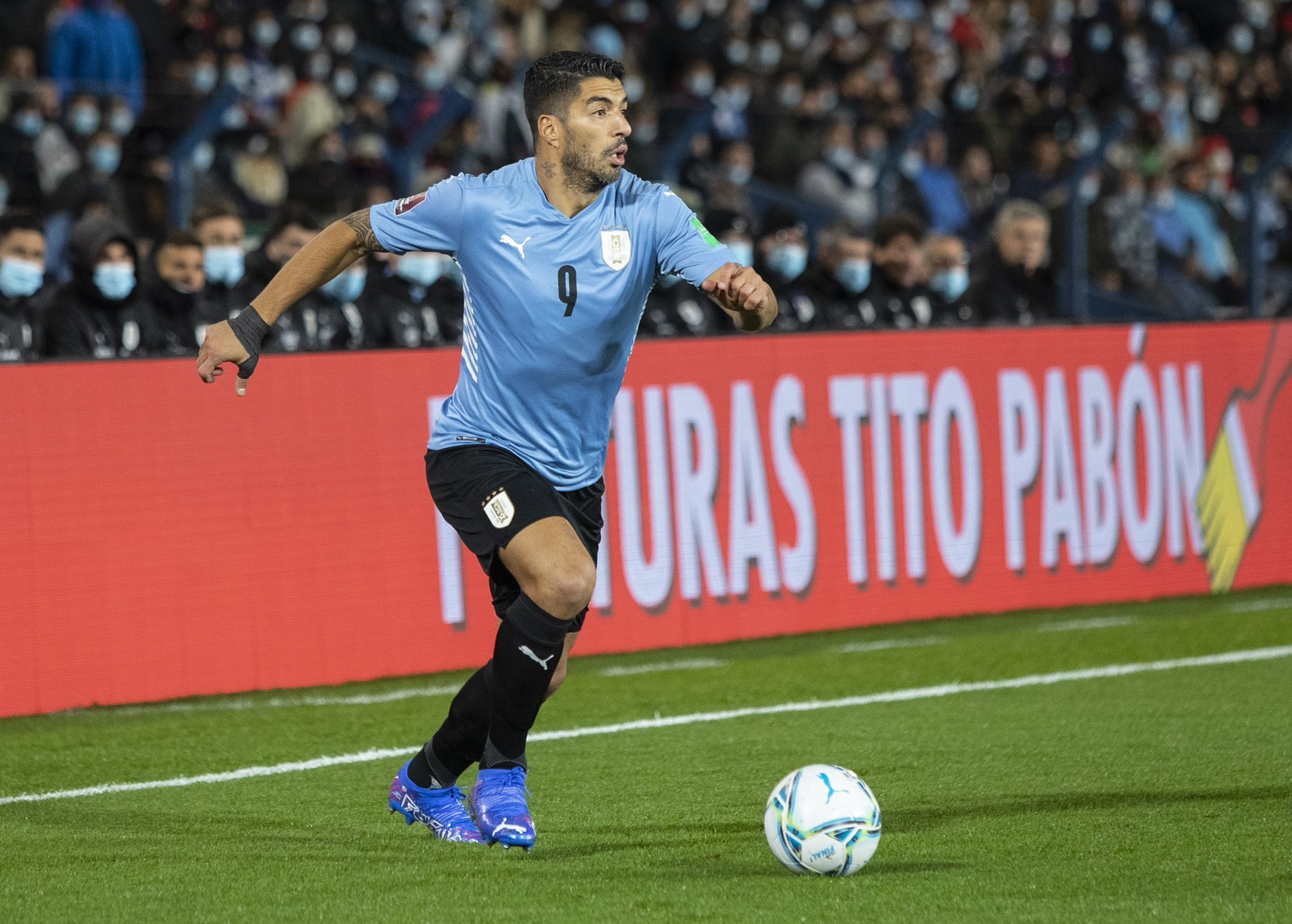
Luis Suárez disputando un partido de la selección uruguaya en el estadio.

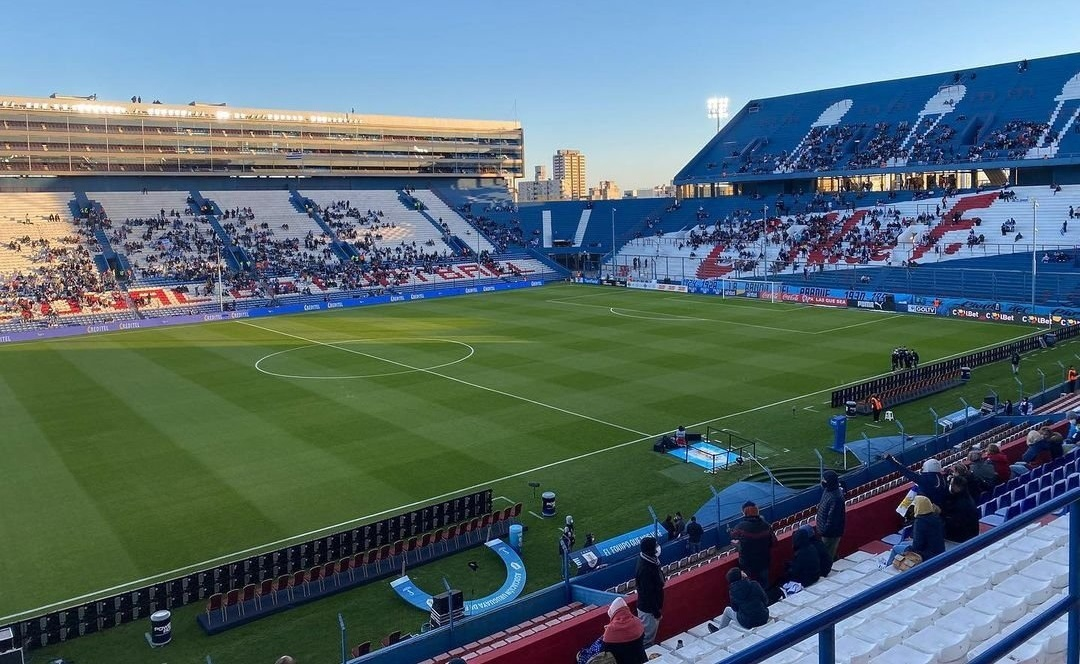
Antesala del partido entre Uruguay Colombia, por las Eliminatorias hacia la Copa Mundial de Fútbol de 2022.

La obra de 2003 permitió su posterior reinauguración en 2005. Desde ese entonces, Nacional comenzó a ser local en el Parque Central, exceptuando algunos encuentros internacionales o clásicos uruguayos, en los que aun los disputaba en el estadio Centenario, por una cuestión de capacidad. Con el paso de los años, el estadio comenzó a ser ampliado, pasando de las 20 mil personas a una capacidad actual de 37.000 espectadores. Este aumento de la capacidad viene acompañado de obras para modernizar sus instalaciones, que permitieron que el Bolso ya no tuviese que abandonar el escenario tricolor para ninguna clase de eventos.
Estos cambios permitieron que el Gran Parque Central fuese sede del Sudamericano Sub-20 de 2015, de la final de la Copa Libertadores Femenina 2021 y de otros eventos, tanto deportivos como musicales. A su vez, en los últimos años fue solicitado como campo de entrenamiento de distintos equipos y selecciones internacionales.
De acuerdo con la Conmebol, la elección del Gran Parque Central como sede de la final del máximo torneo femenino de clubes se debió a la búsqueda por "impulsar y jerarquizar el fútbol femenino y ofrecer un espectáculo más completo y atractivo a millones de hinchas". También trascendió que el estadio recibió dos inspecciones por miembros de la Conmebol para recibir la final de la Copa Sudamericana en sustitución del Estadio Centenario en 2023. Una delegación de la confederación recorrió las instalaciones del estadio y algunos medios locales se hicieron eco de que la valoración había sido positiva, por lo que contaba con altas chances de recibir dicho partido, pero la organización tomó la decisión de trasladar la final hacia Maldonado. Posteriormente se supo que desde Brasil solicitaron no disputar la final en Montevideo y su organización encontró positivo instalarse en Punta del Este.
Junto con el Estadio Centenario, es el estadio uruguayo con mejor luz artificial, con una iluminación de 1.500 luxes, tras una reforma realizada en 2021. Además, en 2022, el estadio instaló una moderna pantalla gigante de última generación de 15,8 metros de largo por 5,2 metros de alto, siendo la pantalla de mayor pulgada de todo el país.

## Distintas remodelaciones

### 1911: Reformas del estadio
Nacional realizó reformas en el estadio, y las coronó con un evento y un partido inauguración ante el CURCC el día 2 de julio de 1911. En disputa estuvo la copa "La Razón", proporcionada por el periódico de igual nombre. El tricolor se impuso por 2 a 1 ante el equipo del ferrocarril, con anotaciones de Ricardo Vallarino y Antonio Brienza, mientras que descontó para la visita Felipe Canavessi próximo a culminar el partido.
La crónica del periódico indicaría al día siguiente: "Un éxito sin precedentes, un éxito colosal, nunca visto, un éxito que hará época en los anales deportivos, fue el que coronó ayer el festival e inauguración del Gran Parque Central, en el que tan primordial participación tuvieron el Club Nacional de Football, la Sociedad Comercial de Montevideo y la empresa de ‘La Razón’, que consecuentemente con su constante prédica en pro del deporte sano, cuya milagrosa vitalidad cree que vencerá por todas partes con las dobles armas del músculo y de la inteligencia, se adhirió con entusiasmo donando el trofeo que tan caballerescamente se disputaron los teams de Nacional y el del Central Uruguay Railway Cricket Club."

### 1923: Primera reconstrucción
El 5 de marzo de 1923 un incendio destruyó casi por completo las gradas de madera. Con el apoyo de la Sociedad Comercial de Montevideo se reconstruyó rápidamente para la Copa América del mismo año, donde se jugarían todos los partidos de este certamen. Las obras del estadio se inauguraron el 23 de septiembre de 1923 con un partido frente a Newell's Old Boys. Ese día se disputó la super copa AUF "Bazar Colón" como oficial.

### 1941: Segunda reconstrucción

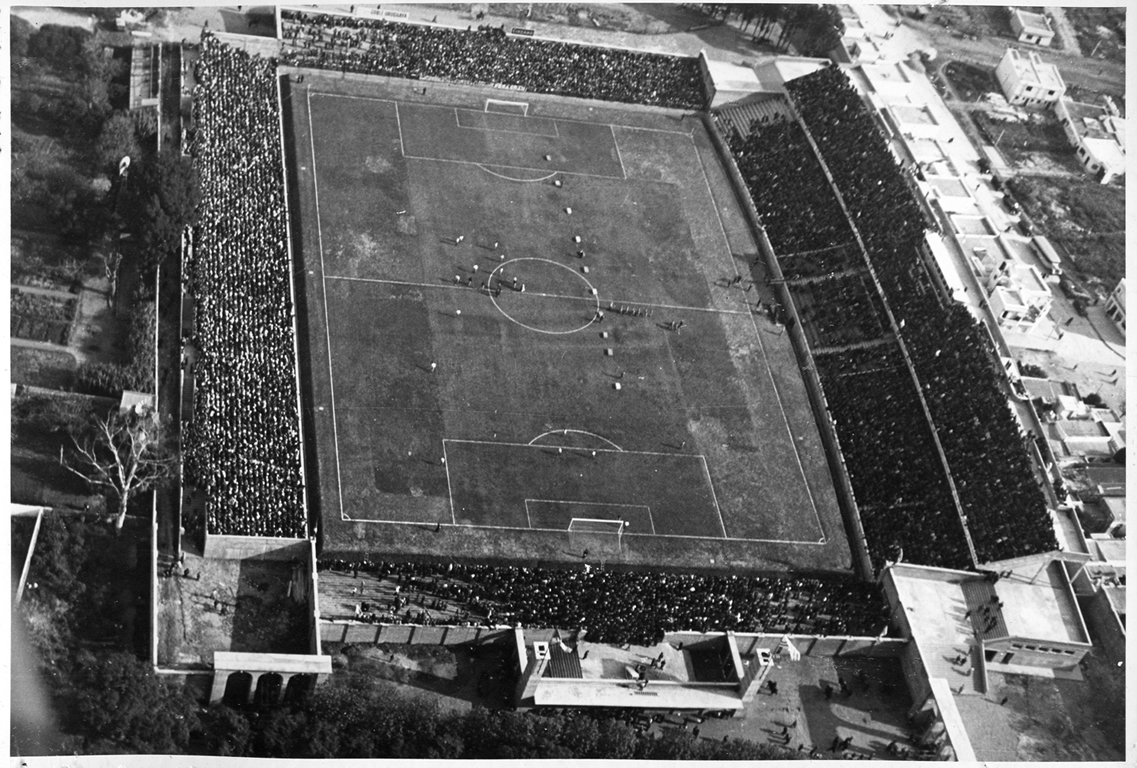
Foto aérea del Gran Parque Central en 1944.

Para 1939 se tenía pensado hacer una gran reforma —por la constructora de Héctor Guerra y Raúl Clerc—, pero antes de poder empezar las tribunas de madera se incendiaron nuevamente en 1941 ocasionando pérdidas por 30 000 pesos.
A pesar de eso, tres años más tarde, Nacional, que ya había comprado el predio, levantó tribunas de cemento. El Parque quedó construido con tribunas de dicho material, y la nueva tribuna principal con doble bandeja (hoy en día tribuna José María Delgado). A su vez, la tribuna lateral (Atilio García) quedó con diecinueve filas, y detrás de cada arco, los dos taludes escalonados (hoy en día, tribunas Abdón Porte y Héctor Scarone).
El partido de reinauguración fue entre el conjunto albo y un combinado de la AUF, dicho encuentro finalizó con un triunfo tricolor por 6:0.
La orientación de la cancha cambió, y se construyó un gran portón hacia la calle Jaime Cibils, formado con los arcos de ladrillo que con el tiempo serían un icono del estadio. Además, se tenía pensado hacerle una segunda bandeja a la otra tribuna, pero la Segunda Guerra Mundial disparó el costo de los materiales y no fue posible.

### 2003: Reformas y reinauguración

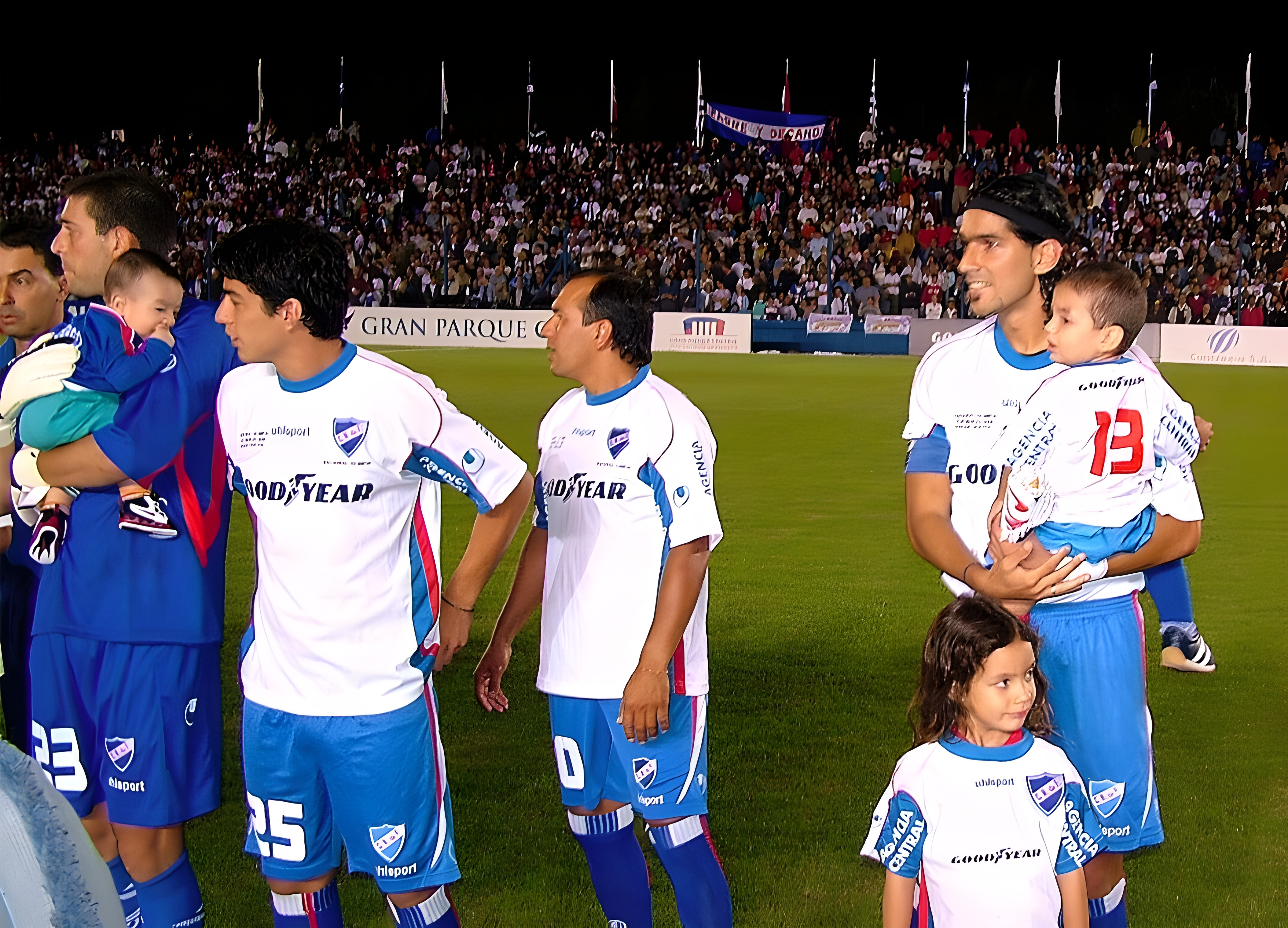
El estadio comenzó a ampliar su capacidad en 2003, luego de décadas sin reformas.

En el año 2003, se anuncia que el Parque Central sería remodelado en un proyecto dividido en cuatro etapas. Esto fue posible gracias al esfuerzo del club y de sus hinchas, quienes colaboraron tanto en la construcción como económicamente.
La primera de las etapas de remodelación consistió en la recuperación de la tribuna Delgado, la construcción de la cancha a nuevo, mejorar la red lumínica y los servicios. Además, como modo de financiación se arrendaron veintiséis palcos de la tribuna Delgado por quince años.
Terminada esta etapa, el estadio abre sus puertas el 9 de marzo de 2005 con un gran espectáculo artístico y musical, además del propio partido de fútbol contra Olimpia de Paraguay, encuentro que finalizó 3:2 a favor de los tricolores.
| 9 de marzo de 2005                           | Nacional                                          | 3:2     | Olimpia                    | Estadio Gran Parque Central, Montevideo |  |
|                                              | W. S. Abreu 31' · G. Castro 55' · J. A. Albín 70' | Reporte | M. Parodi 7' · Esteche 43' |                                         |  |
| Partido reinaugural del Gran Parque Central. |                                                   |         |                            |                                         |  |

En 2006 empieza la segunda etapa del proyecto, que llevó a que el Templo Tricolor cumpliera todos los requerimientos reglamentarios y en materia de seguridad. A su vez, se realizaron ajustes para cumplir con las recomendaciones hechas por la FIFA a la Confederación Sudamericana de Fútbol sobre aforos y seguridad en los estadios para competencias internacionales. Durante esta fase se realizaron obras en las cuatro tribunas, tanto en accesos como baños. Además, en las tribunas Atilio García y el talud Abdón Porte se trabajó para aumentar la capacidad, y en la tribuna José María Delgado fueron instalados veinte palcos más.
En la tercera etapa se construyó una segunda bandeja en la tribuna Atilio García, que fue inaugurada en 2010 y aumentó su capacidad a 8500 espectadores. También se reformó el talud Abdón Porte, pasando a ser tribuna con capacidad para 4500 personas.
La cuarta etapa se dividió en dos partes. La primera consistió en pasar el talud Scarone a tribuna y se inauguró en 2011. La segunda conllevó ampliar tanto la tribunas Porte como Scarone, duplicando su tamaño hasta alcanzar la altura de la tribuna Atilio García. Se buscó ampliar más el aforo y se resolvió construir el primero de los cuatro codos del estadio, entre las tribunas García y Porte. Esta tapa fue culminada en 2012 y consiguió aumentar la capacidad a 26 000 espectadores sentados.

### 2015: Ampliación del estadio
A fines de 2014 la dirigencia del presidente Eduardo Ache proyectó una gran reforma que se iniciaría en 2015, para subir su aforo. La obra incluía unificar las dos bandejas de la tribuna Atilio García, dos pantallas gigantes y la construcción de un anillo superior que unificara las cuatro tribunas del estadio, pero también la colocación de 313 palcos (243 nuevos palcos en las cuatro tribunas), ampliación de accesos, estacionamientos, nueva iluminación, museo del club, clínica médica deportiva, hotel cinco estrellas en la Atilio García, dos restaurantes, un centro de convenciones y distintos locales comerciales. La etapa final del proyecto culminaría con la colocación de un techo fotovoltaico en todo el estadio. También se contemplaba la reforma de las tribunas existentes. Se uniría la primera y segunda bandeja de la tribuna Atilio García y se unificaría su diseño con inscripción "Club Nacional de Football" en rojo, sobre fondo blanco y azul. Las tribunas Porte y Scarone acompañarían este diseño: la primera llevaría las siglas "LBDP" (La Banda del Parque, barra brava de Nacional) mientras que la otra tendría la inscripción "Decano".
El costo de la reforma, presentada a fines de 2014 y aprobada en 2015, superaba la suma de U$S 20 000 000, pero según un grupo de socios del club la cifra era en realidad de U$S 30 000 000 y no era un proyecto autofinanciable. Durante el cambio en la presidencia del club a fines de 2015, el nuevo mandatario electo, José Luis Rodríguez, anunció la detención de las obras ya en curso en la tribuna Atilio García, y la presentación posterior de un nuevo proyecto, a cargo de Gómez Platero Arquitectos. En ese período, Nacional recibió ofrecimientos de varias empresas para realizar la obra.
La nueva propuesta buscaba principalmente eliminar los palcos de las dos tribunas populares y reubicarlos en las otras dos tribunas del estadio, bajar el costo final y que el estadio estuviera solo en el terreno que ya es propiedad del club. También se descartó la idea de construir un hotel detrás de la tribuna Atilio García. Gómez Platero dividió la ampliación del estadio en dos etapas (1A y 1B), que implicarían un gasto de 23 millones de dólares y que dejarían una capacidad para 40.082 personas. También dejó un Master Plan con una tercera y definitiva etapa, en la que sí se proyectaba incorporar otros padrones, realizar los cuatro codos del estadio y su techado. La planificación de los costos no fue acertada y, sumado a inconvenientes de gestión de la directiva de turno y que la finalización de la obra salía prácticamente lo mismo que la anterior, determinaron que las obras no avanzaran más allá de la etapa 1A, que contemplaba la ampliación de las tribunas García y Porte, y uno de los codos del estadio (que no se completó).

## Proyecto de reforma para 2030
El Gran Parque Central se encuentra en obras desde 2003, buscando incrementar su aforo con las distintas etapas de obras. Tanto la ampliación del aforo como las reformas en los accesos y servicios, tienen por finalidad poder situar al histórico escenario tricolor como sede de la postulación por el mundial 2030. por lo que el club tricolor procura dar por finalizada las obras en el corto plazo. Durante el mandato de José Decurnex Nacional apuntó a culminar todos los compromisos generados por la directiva anterior, por lo que no se pudo avanzar en un plan para finalizar las obras de ampliación. En las presidencias de José Fuentes y Alejandro Balbi esta situación no cambió.
En 2025, con su nueva directiva encabezada por Ricardo Vairo, Nacional se propuso como prioridad culminar las obras de ampliación, para postular el estadio para diferentes eventos deportivos internacionales, incluyendo actividades por el mundial 2030, más allá de que la FIFA eligiera la candidatura de España, Portugal y Marruecos. Se abrió un proceso de recepción de propuestas de reforma, junto con su respectiva viabilidad económica, y se preseleccionaron dos de ellas: FROM Arquitectos + SB + Vigliecca & Asoc. (con experiencia en el Mundial de Brasil 2014 y a cargo del proyecto de reforma para el Estadio Centenario), y Guerra De Rossa Arquitectos + Varesi Arquitectos + Tribuna Sur (con experiencia en el Mundial de Catar 2022). Dentro de la presentación final de propuestas, también se le permitió a Gómez Platero Arquitectos presentar la suya, por entender de que ya habían participado del proceso.
La Comisión de Patrimonio y Obras del club decidió por unanimidad que la propuesta seleccionada fuera la de Guerra De Rossa Arquitectos + Varesi Arquitectos + Tribuna Sur. El proyecto pasó a estudio de toda la comisión directiva para su revisión, quienes también lo aprobaron por unanimidad, aunque aclararon que la obra no se iniciará hasta pasar por una asamblea de socios. El nuevo Master Plan implica la ampliación del aforo (con la construcción de la segunda bandeja de la tribuna Scarone y los tres codos restantes del estadio), la construcción de nuevos espacios públicos (como la Plaza del Hincha), un estacionamiento para mil vehículos, un nuevo estadio polideportivo, espacios recreativos, áreas comerciales y un museo de los mundiales, entre otras reformas. La reforma se proyecta en 14 etapas diferentes y culminará con la colocación de un techo en todo el recinto.
El primer paso iniciará a fines de 2025 y principios de 2026, en la que el césped del estadio se levantará, se bajará 75 centímetros el campo y se colocará un césped híbrido (95% de pasto natural y un 5% sintético), que incluye un mecanismo de aireación y drenaje de última generación.

## Reconocimientos
El Gran Parque Central es comúnmente denominado por la parcialidad tricolor como el primer estadio mundialista. Al respecto, el Templo Tricolor ha recibido varios reconocimientos, entre los que se destaca una placa colocada por la FIFA en 2005 conmemorando la celebración en este estadio del primer partido de la historia de los Mundiales de Fútbol, actualmente presente en la Plazoleta "Quinta de la Paraguaya", junto a otras placas conmemorativas.
Para la ocasión acudió una delegación de la FIFA para visitar las obras, encabezada por su presidente, Joseph Blatter, y acompañado por Eugenio Figueredo, Nicolás Leoz, Ricardo Texeira y Julio Grondona. Dicho monolito fue colocado en la salida del túnel que conecta a los vestuarios con la cancha, y en el año 2011 fue trasladado junto con otros reconocimientos para el nuevo sector, denominado "Quinta de la Paraguaya", que se encuentra en los accesos a la tribuna oficial. Esta plazoleta se inauguró para conmemorar los doscientos años de que José Artigas fuese nombrado como «Jefe de los Orientales», en el terreno donde actualmente se ubica el Parque Central. Años después, otra delegación de la FIFA, encabezada por su presidente Gianni Infantino, visitó el Gran Parque Central, destacando que "es un Estadio mundialista, historia pura" y que "cuando estás en un sitio tan histórico es una emoción muy fuerte".

«El estadio Gran Parque Central, casa del Club Nacional de Football y patrimonio histórico del fútbol mundial. ¿Por qué? Allí se disputó el primer partido en la historia de la Copa Mundial de la FIFA (..) "Es un gran orgullo estar aquí presentes con toda nuestra comitiva. Uruguay ha escrito una página dorada en la historia del fútbol"» (Joseph S. Blatter)
Página oficial de la FIFA, en 2005.

«El Parque Central es la historia del fútbol. Es el primer estadio, el primer mundial, el primer partido... entonces es la leyenda de verdad del fútbol, es muy impresionante (...) Cuando estás en un sitio tan histórico, es una emoción muy fuerte».
Gianni Infantino, presidente de FIFA, en 2016.

«Es una maravilla... solo pensar que aquí se jugó el primer partido del primer mundial, es algo para la historia y una satisfacción para nosotros el estar aquí».
Fernando Hierro, exfutbolista, en 2016.

«Es un estadio con mucha historia (...) Este escenario es, quizás, el más importante del mundo en la historia del fútbol».
Fernando Niembro, periodista y comentarista en ESPN, en 2022.

También ha recibido reconocimientos de portales especializados. En 2014, el sitio Impedimento.org elaboró una lista de los 33 estadios imperdibles de América del Sur y colocó al Gran Parque Central en la primera ubicación. El portal expresa que «hay pocos estadios tan pesados en términos de historia» como el escenario tricolor.
Estadios más antiguos del mundo
El estadio se encuentra entre los quince estadios más antiguos del mundo, siendo el primero construido para la práctica del fútbol fuera de las islas británicas.
| N.º | Estadio             | Ubicación              | Inauguración             | Propietario                       |
| --- | ------------------- | ---------------------- | ------------------------ | --------------------------------- |
| 1°  | Bramall Lane        | Sheffield, Inglaterra  | 30 de abril de 1855      | Sheffield United Football Club    |
| 2°  | Racecourse Ground   | Wrexham, Gales         | septiembre de 1864       | Wrexham Association Football Club |
| 3°  | Deepdale            | Preston, Inglaterra    | 5 de octubre de 1878     | Preston North End Football Club   |
| 4°  | Ewood Park          | Blackburn, Inglaterra  | 9 de abril de 1881       | Blackburn Rovers Football Club    |
| 5°  | Turf Moor           | Burnley, Inglaterra    | 17 de febrero de 1883    | Burnley Football Club             |
| 6°  | Anfield             | Liverpool, Inglaterra  | 28 de septiembre de 1884 | Liverpool Football Club           |
| 7°  | Goodison Park       | Liverpool, Inglaterra  | 24 de agosto de 1892     | Everton Football Club             |
| 8°  | Priestfield Stadium | Gillingham, Inglaterra | 2 de septiembre de 1893  | Gillingham Football Club          |
| 9°  | Craven Cottage      | Londres, Inglaterra    | 1896                     | Fulham Football Club              |
| 10° | Villa Park          | Birmingham, Inglaterra | 17 de abril de 1897      | Aston Villa Football Club         |
| 11° | City Ground         | Nottingham, Inglaterra | 1898                     | Nottingham Forest Football Club   |
| 12° | Fratton Park        | Portsmouth, Inglaterra | 3 de septiembre de 1898  | Portsmouth Football Club          |
| 13° | Hillsborough        | Sheffield, Inglaterra  | 2 de septiembre de 1899  | Sheffield Wednesday Football Club |
| 14° | White Hart Lane     | Londres, Inglaterra    | 4 de septiembre de 1899  | Tottenham Hotspur Football Club   |
| 15° | Gran Parque Central | Montevideo, Uruguay    | 25 de mayo de 1900       | Club Nacional de Football         |

Estadios mundialistas
También está entre los diez estadios vigentes de América del Sur con más partidos recibidos de la Copa del Mundo.
| N.º | Estadio                  | Ubicación                | Ediciones  | Partidos mundialistas | Propietario                             |
| --- | ------------------------ | ------------------------ | ---------- | --------------------- | --------------------------------------- |
| 1°  | Maracaná                 | Río de Janeiro, Brasil   | 1950, 2014 | 15                    | Estado de Río de Janeiro                |
| 2°  | Centenario               | Montevideo, Uruguay      | 1930       | 10                    | Intendencia de Montevideo               |
| 2°  | Julio Martínez Prádanos  | Santiago de Chile, Chile | 1962       | 10                    | Instituto Nacional de Deportes de Chile |
| 4°  | Antonio Vespucio Liberti | Buenos Aires, Argentina  | 1978       | 9                     | Club Atlético River Plate               |
| 5°  | Sausalito                | Viña del Mar, Chile      | 1962       | 8                     | Ilustre Municipalidad de Viña del Mar   |
| 5°  | Mario Alberto Kempes     | Córdoba, Argentina       | 1978       | 8                     | Provincia de Córdoba                    |
| 7°  | Estadio Carlos Dittborn  | Arica, Chile             | 1962       | 7                     | Club Deportivo San Marcos de Arica      |
| 7°  | El Teniente              | Rancagua, Chile          | 1962       | 7                     | Codelco                                 |
| 7°  | Mané Garrincha           | Brasilia, Brasil         | 2014       | 7                     | Distrito Federal                        |
| 10° | Gran Parque Central      | Montevideo, Uruguay      | 1930       | 6                     | Club Nacional de Football               |

Estadios de la Copa América
Además ocupa un lugar entre los doce estadios vigentes de América del Sur con más partidos organizados por la Copa América.
| N.º | Estadio                  | Ciudad                   | Ediciones                                                   | Partidos realizados |
| --- | ------------------------ | ------------------------ | ----------------------------------------------------------- | ------------------- |
| 1°  | Julio Martínez Prádanos  | Santiago de Chile, Chile | Copa América 1941, 1945, 1955, 1975, 1979, 1983, 1991, 2015 | 74                  |
| 2°  | Centenario               | Montevideo, Uruguay      | Copa América 1942, 1956, 1967, 1975, 1979, 1983, 1995       | 65                  |
| 3°  | Nacional                 | Lima, Perú               | Copa América 1953, 1957, 1975, 1979, 1983, 2004             | 55                  |
| 4°  | Antonio Vespucio Liberti | Buenos Aires, Argentina  | Copa América 1946, 1959, 1979, 1983, 1987, 2011             | 35                  |
| 5°  | George Capwell           | Guayaquil, Ecuador       | Copa América 1947, 1993                                     | 30                  |
| 6°  | Hernando Siles           | La Paz, Bolivia          | Copa América 1963, 1979, 1983, 1997                         | 21                  |
| 7°  | Das Laranjeiras          | Río de Janeiro, Brasil   | Copa América 1919, 1922                                     | 18                  |
| 8°  | Félix Capriles           | Cochabamba, Bolivia      | Copa América 1963, 1997                                     | 17                  |
| 9°  | Defensores del Chaco     | Asunción, Paraguay       | Copa América 1975, 1979, 1983, 1999                         | 16                  |
| 10° | Maracaná                 | Río de Janeiro, Brasil   | Copa América 1979, 1983, 1989, 2019, 2021                   | 15                  |
| 11° | Vasco da Gama            | Río de Janeiro, Brasil   | Copa América 1949                                           | 14                  |
| 12° | Gran Parque Central      | Montevideo, Uruguay      | Copa América 1923, 1924                                     | 12                  |

## Participación de la hinchada
Durante las obras, se generó una participación de los hinchas de Nacional que derivó en un alto sentido de pertenencia hacia El Parque. Las diferentes obras de ampliación que se realizaron en el estadio tricolor han sido financiadas por los hinchas bolsos a través de donaciones, compra de diplomas, venta de palcos y butacas, etcétera.
Durante la primera reforma del Gran Parque Central se comenzó a utilizar por parte de Nacional el lema Al Parque lo construye su gente, ya que los propios aficionados participaron de las obras de reacondicionamiento. Antes de la reforma de 2004, se realizó una reforma en el terreno con el objetivo de instalar regadores automáticos, por lo que el campo de juego se levantó y los hinchas compraron pedazos de pasto para financiar la obra.
Para cada obra de reconstrucción o reacondicionamiento de las tribunas del estadio, los hinchas participaron voluntariamente a través de convocatorias para construirlo y pintarlo. Centenares de hinchas de Nacional se han juntado en varias oportunidades para colaborar con su remodelación y pintar voluntariamente tres de las cuatro tribunas de su estadio (Abdón Porte, Atilio García y Héctor Scarone).

## Eventos deportivos

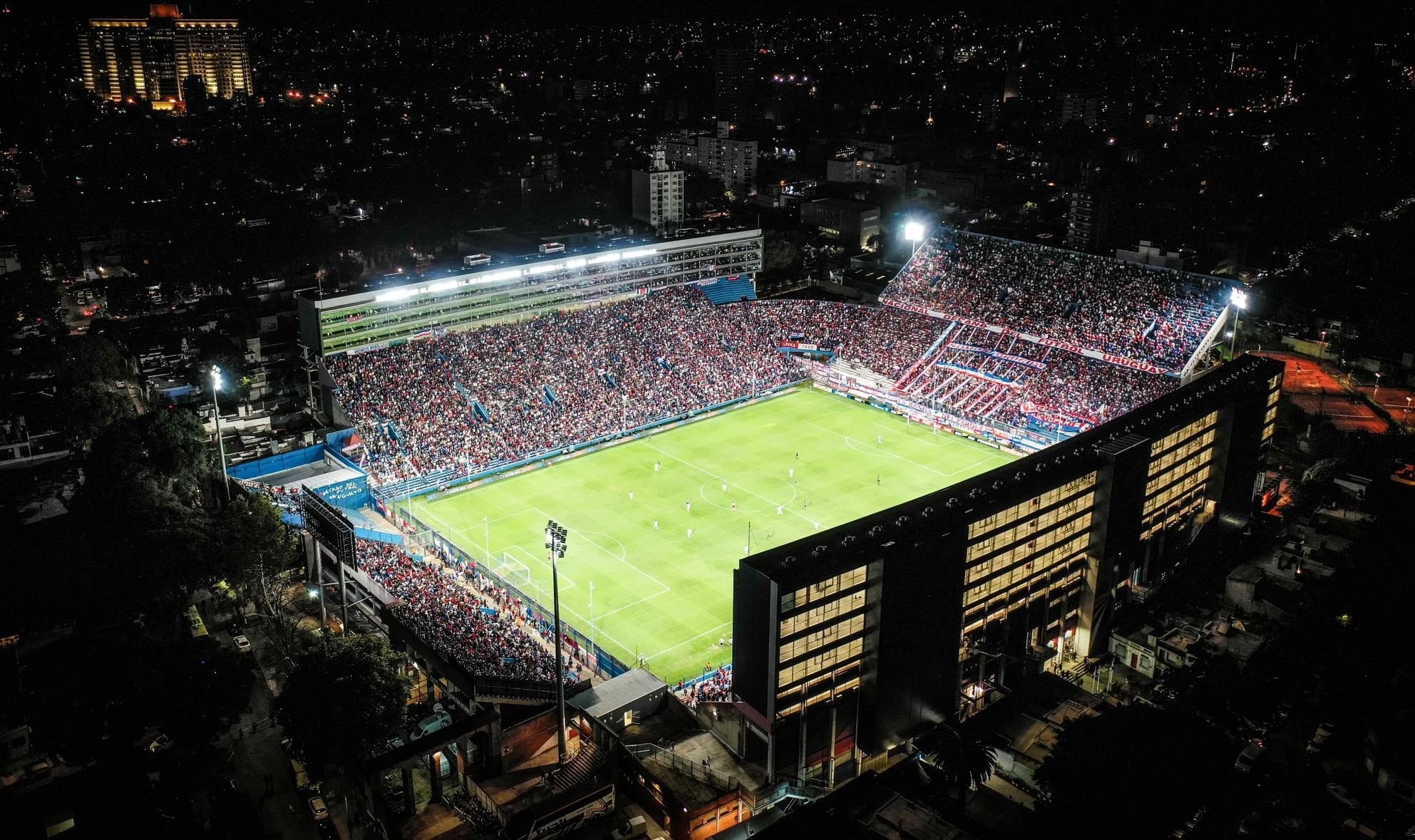
El Gran Parque Central fue sede de varios eventos internacionales, así como partidos de la selección uruguaya.

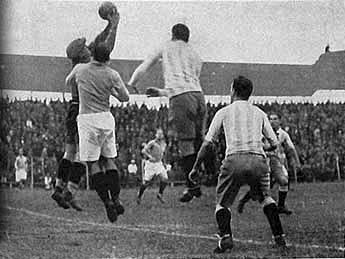
Partido entre Argentina y Francia, disputado en el Gran Parque Central por la Copa Mundial de Fútbol de 1930.

El Gran Parque Central fue sede de varios eventos deportivos internacionales. Respecto a certámenes con selecciones nacionales, el estadio de Nacional albergó algunos torneos, destacándose el Campeonato Sudamericano de 1923, Campeonato Sudamericano de 1924, la Copa Mundial de Fútbol de 1930 o el Campeonato Sudamericano Sub-20 de 2015. En el caso de los Campeonatos Sudamericanos (actualmente denominados como Copa América), el Gran Parque Central fue la única sede, mientras que en el mundial de 1930 y en el Sudamericano de 2015 albergó algunos partidos. Durante el mundial de fútbol de 1930, en este estadio hicieron sus debuts mundialistas selecciones como Argentina y Brasil. Asimismo, en 2016 recibió la primera Copa Libertadores Femenina en Uruguay.
El Parque también fue sede de la selección uruguaya, tanto en fútbol como en otras disciplinas. Hasta el año 1930 fue el principal escenario deportivo del Uruguay, superado recién por el Estadio Centenario, por lo que hasta la inauguración del Estadio Centenario, el Parque Central fue el estadio donde Uruguay disputó sus partidos de local. En los últimos años, el seleccionado uruguayo de rugby realizó algunos partidos como local en el Gran Parque Central. También es común que los seleccionados extranjeros opten por dicho escenario como campo de entrenamiento previo a los partidos internacionales.
La selección uruguaya de fútbol jamás perdió un partido por torneos internacionales oficiando de local en el estadio tricolor, registrándose ocho victorias y solo un empate.
El 21 de julio de 2016, el Gran Parque Central recibió el primer Derbi gallego de la historia fuera de Galicia, entre el Real Club Deportivo La Coruña y el Real Club Celta de Vigo. Este encuentro fue organizado por la Federación Gallega de Fútbol, con la colaboración de LaLiga. Hay una placa en las instalaciones del estadio conmemorando este hecho.
El 20 de julio de 2019, el estadio albergó el clásico Nacional-Peñarol por el Torneo Apertura de Fútbol Femenino, la primera vez que dicho encuentro se realizó con público general.
Campeonato Sudamericano 1923
| 29 de octubre de 1923 | Argentina                         | 4:3 (1:1) | Paraguay                            | Estadio Gran Parque Central, Montevideo                            |                                                                    |
|                       | Saruppo 18' · Aguirre 58' 77' 86' |           | Rivas 10' · Zelada 50' · Fretes 75' | Asistencia: 20 000 espectadores Árbitro(s): Ángel Minoli (Uruguay) | Asistencia: 20 000 espectadores Árbitro(s): Ángel Minoli (Uruguay) |

| 4 de noviembre de 1923 | Uruguay                   | 2:0 (1:0) | Paraguay | Estadio Gran Parque Central, Montevideo                                |                                                                        |
|                        | Scarone 11' · Petrone 88' |           |          | Asistencia: 20 000 espectadores Árbitro(s): Servando Pérez (Argentina) | Asistencia: 20 000 espectadores Árbitro(s): Servando Pérez (Argentina) |

| 11 de noviembre de 1923 | Paraguay     | 1:0 (0:0) | Brasil | Estadio Gran Parque Central, Montevideo                                |                                                                        |
|                         | I. López 56' |           |        | Asistencia: 15 000 espectadores Árbitro(s): Servando Pérez (Argentina) | Asistencia: 15 000 espectadores Árbitro(s): Servando Pérez (Argentina) |

| 18 de noviembre de 1923 | Argentina                | 2:1 (1:1) | Brasil   | Estadio Gran Parque Central, Montevideo                             |                                                                     |
|                         | Onzari 11' · Saruppo 76' |           | Nilo 15' | Asistencia: 15 000 espectadores Árbitro(s): Miguel Barba (Paraguay) | Asistencia: 15 000 espectadores Árbitro(s): Miguel Barba (Paraguay) |

| 25 de noviembre de 1923 | Uruguay               | 2:1 (0:0) | Brasil   | Estadio Gran Parque Central, Montevideo                              |                                                                      |
|                         | Petrone 56' · Cea 75' |           | Nilo 59' | Asistencia: 20 000 espectadores Árbitro(s): Servando Pérez (Uruguay) | Asistencia: 20 000 espectadores Árbitro(s): Servando Pérez (Uruguay) |

| 2 de diciembre de 1923 | Uruguay                 | 2:0 (1:0) | Argentina | Estadio Gran Parque Central, Montevideo                                         |                                                                                 |
|                        | Petrone 28' · Somma 88' |           |           | Asistencia: 22 000 espectadores Árbitro(s): Antônio Carneiro de Campos (Brasil) | Asistencia: 22 000 espectadores Árbitro(s): Antônio Carneiro de Campos (Brasil) |

Campeonato Sudamericano 1924
| 12 de octubre de 1924 | Argentina | 0:0 | Paraguay | Estadio Gran Parque Central, Montevideo                            |  |
|                       |           |     |          | Asistencia: 12 000 espectadores Árbitro(s): Ángel Minoli (Uruguay) |  |

| 19 de octubre de 1924 | Uruguay                                        | 5:0 (1:0) | Chile | Estadio Gran Parque Central, Montevideo                             |                                                                     |
|                       | Petrone 40' 53' 88' · Zingone 73' · Romano 78' |           |       | Asistencia: 15 000 espectadores Árbitro(s): Eduardo Jara (Paraguay) | Asistencia: 15 000 espectadores Árbitro(s): Eduardo Jara (Paraguay) |

| 25 de octubre de 1924 | Argentina             | 2:0 (1:0) | Chile | Estadio Gran Parque Central, Montevideo                            |                                                                    |
|                       | Sosa 5' · Loyarte 78' |           |       | Asistencia: 15 000 espectadores Árbitro(s): Ángel Minoli (Uruguay) | Asistencia: 15 000 espectadores Árbitro(s): Ángel Minoli (Uruguay) |

| 26 de octubre de 1924 | Uruguay                            | 3:1 (2:0) | Paraguay        | Estadio Gran Parque Central, Montevideo                            |                                                                    |
|                       | Petrone 28' · Romano 37' · Cea 53' |           | Urbita Sosa 77' | Asistencia: 14 000 espectadores Árbitro(s): Alberto Parodi (Chile) | Asistencia: 14 000 espectadores Árbitro(s): Alberto Parodi (Chile) |

| 1 de noviembre de 1924 | Paraguay                     | 3:1 (2:1) | Chile       | Estadio Gran Parque Central, Montevideo                              |                                                                      |
|                        | González 15' 52' · López 33' |           | Arellano 6' | Asistencia: 1000 espectadores Árbitro(s): Servando Pérez (Argentina) | Asistencia: 1000 espectadores Árbitro(s): Servando Pérez (Argentina) |

| 2 de noviembre de 1924 | Uruguay | 0:0 | Argentina | Estadio Gran Parque Central, Montevideo                          |  |
|                        |         |     |           | Asistencia: 20 000 espectadores Árbitro(s): Carlos Fanta (Chile) |  |

Copa Mundial de Fútbol de 1930
| 13 de julio de 1930 | Estados Unidos                                        | 3:0 (2:0) | Bélgica | Estadio Gran Parque Central, Montevideo                             |                                                                     |
|                     | Bart McGhee 23' · Tom Florie 45' · Bert Patenaude 69' | Reporte   |         | Asistencia: 18 346 espectadores Árbitro(s): José Macías (Argentina) | Asistencia: 18 346 espectadores Árbitro(s): José Macías (Argentina) |

| 14 de julio de 1930 | Yugoslavia                              | 2:1 (2:0) | Brasil        | Estadio Gran Parque Central, Montevideo                             |                                                                     |
|                     | Aleksandar Tirnanic 21' · Ivica Bek 30' | Reporte   | Preguinho 62' | Asistencia: 24 059 espectadores Árbitro(s): Aníbal Tejada (Uruguay) | Asistencia: 24 059 espectadores Árbitro(s): Aníbal Tejada (Uruguay) |

| 15 de julio de 1930 | Argentina      | 1:0 (0:0) | Francia | Estadio Gran Parque Central, Montevideo                           |                                                                   |
|                     | Luis Monti 81' | Reporte   |         | Asistencia: 23 409 espectadores Árbitro(s): Almeida Rego (Brasil) | Asistencia: 23 409 espectadores Árbitro(s): Almeida Rego (Brasil) |

| 16 de julio de 1930 | Chile                                         | 3:0 (1:0) | México | Estadio Gran Parque Central, Montevideo                             |                                                                     |
|                     | Carlos Vidal 3' 65' · Manuel Rosas 51' (a.g.) | Reporte   |        | Asistencia: 9249 espectadores Árbitro(s): Henry Cristophe (Bélgica) | Asistencia: 9249 espectadores Árbitro(s): Henry Cristophe (Bélgica) |

| 17 de julio de 1930 | Yugoslavia                                                           | 4:0 (0:0) | Bolivia | Estadio Gran Parque Central, Montevideo                                  |                                                                          |
|                     | Ivica Bek 60' 67' · Blagoje Marjanovic 65' · Djordje Vujadinovic 85' | Reporte   |         | Asistencia: 18&306 espectadores Árbitro(s): Francisco Mateucci (Uruguay) | Asistencia: 18&306 espectadores Árbitro(s): Francisco Mateucci (Uruguay) |

| 17 de julio de 1930 | Estados Unidos             | 3:0 (2:0) | Paraguay | Estadio Gran Parque Central, Montevideo                             |                                                                     |
|                     | Bert Patenaude 10' 15' 50' | Reporte   |          | Asistencia: 18&306 espectadores Árbitro(s): José Macías (Argentina) | Asistencia: 18&306 espectadores Árbitro(s): José Macías (Argentina) |

Campeonato Sudamericano Sub-20 2015
| 29 de enero de 2015, 17:50 | Paraguay | 0:2 (0:0) | Brasil                   | Estadio Gran Parque Central, Montevideo |                        |
|                            |          | Reporte   | Yuri 65' · Guilherme 77' | Árbitro(s): Diego Haro                  | Árbitro(s): Diego Haro |

| 29 de enero de 2015, 20:00 | Argentina       | 1:1 (0:0) | Colombia    | Estadio Gran Parque Central, Montevideo |                            |
|                            | Compagnucci 88' | Reporte   | Barrera 50' | Árbitro(s): Roddy Zambrano              | Árbitro(s): Roddy Zambrano |

| 29 de enero de 2015, 22:10 | Uruguay                                  | 3:1 (1:0) | Perú         | Estadio Gran Parque Central, Montevideo |                            |
|                            | Acosta 28' · Pereiro 56' · Arambarri 78' | Reporte   | Ugarriza 67' | Árbitro(s): Mauro Vigliano              | Árbitro(s): Mauro Vigliano |

| 1 de febrero de 2015, 17:50 | Perú       | 1:3 (1:2) | Colombia                     | Estadio Gran Parque Central, Montevideo |                         |
|                             | Succar 23' | Reporte   | Lucumí 25' 90+1' · Borré 40' | Árbitro(s): José Argote                 | Árbitro(s): José Argote |

| 1 de febrero de 2015, 20:00 | Argentina                 | 2:0 (0:0) | Brasil | Estadio Gran Parque Central, Montevideo |                          |
|                             | Rolón 86' · Contreras 89' | Reporte   |        | Árbitro(s): Andrés Cunha                | Árbitro(s): Andrés Cunha |

| 1 de febrero de 2015, 22:10 | Uruguay                  | 2:0 (2:0) | Paraguay | Estadio Gran Parque Central, Montevideo |                             |
|                             | Acosta 21' · Pereiro 37' | Reporte   |          | Árbitro(s): Ricardo Marques             | Árbitro(s): Ricardo Marques |

Final Copa Libertadores Femenina 2021
| 21 de noviembre de 2021, 20:00 | Santa Fe | 0:2 (0:2) | Corinthians                     | Estadio Gran Parque Central, Montevideo       |                                               |
|                                |          | Reporte   | Adriana 10' · Gabi Portilho 42' | Árbitra: Laura Fortunato VAR: Salomé Di Iorio | Árbitra: Laura Fortunato VAR: Salomé Di Iorio |

## Conciertos y otros eventos

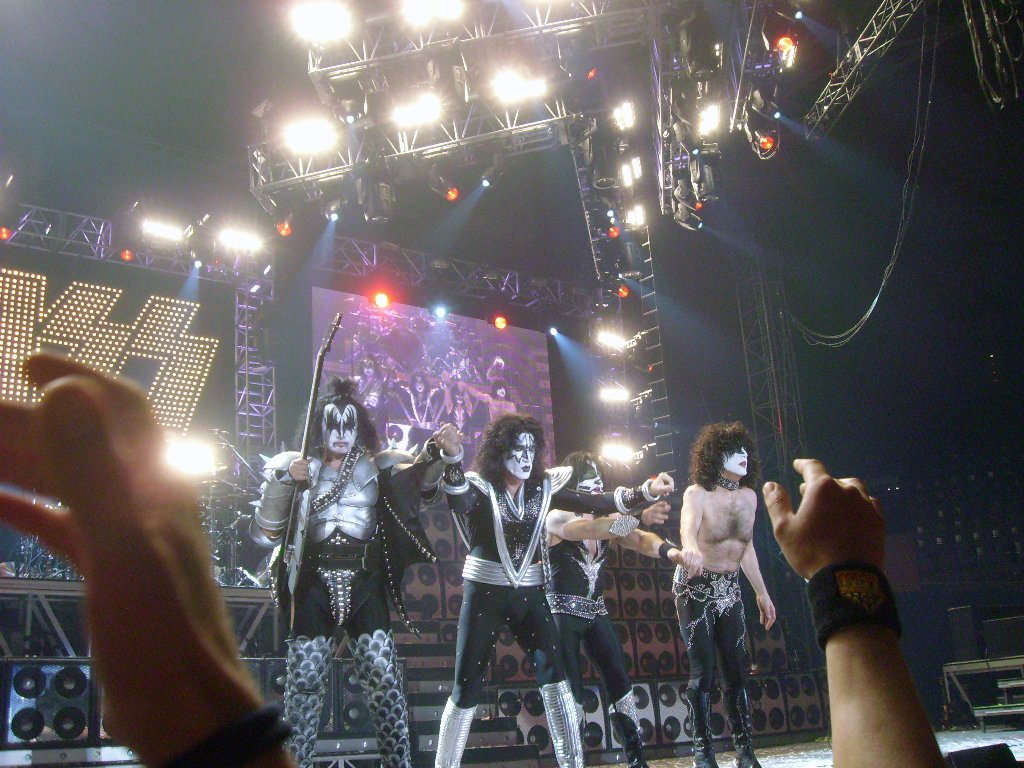
Algunos grupos importantes, como Kiss, se han presentado en el Gran Parque Central. En el caso de la legendaria banda estadounidense, lo hizo en 2015.

El Estadio Gran Parque Central ha recibido numerosos y multitudinarios conciertos, tanto de parte de artistas nacionales como internacionales. El dúo Erasure se presentó el 30 de marzo de 1990. Elton John en dos oportunidades, el 20 de noviembre de 1995 y el 4 de marzo de 2013. El 6 de diciembre de 2006, Joaquín Sabina presentó su disco Alivio de luto. El 8 de diciembre de 2006 y el 1 de octubre de 2014 se presentó en un concierto Ricardo Arjona. El 18 de abril de 2015 se presentó la legendaria banda estadounidense Kiss y el 20 de abril de 2015 realizó un concierto Romeo Santos. El 22 de abril se realizó un show de Violetta.
Además han participado varios grupos musicales en el Mayo Tricolor, un evento realizado de forma anual desde el 2008 en donde se festeja el aniversario del club. Destaca el grupo folclórico Larbanois & Carrero, los hermanos Ibarburu (Martín, Andrés y Nicolás), Tabaré Cardozo, La Triple Nelson, Chala Madre, entre otras.
| Año  | Artista        |
| ---- | -------------- |
| 1990 | Erasure        |
| 1995 | Elton John     |
| 2006 | Joaquín Sabina |
| 2006 | Ricardo Arjona |
| 2013 | Elton John     |
| 2014 | Ricardo Arjona |
| 2015 | Kiss           |
| 2015 | Romeo Santos   |
| 2015 | Violetta       |

## Otras instalaciones

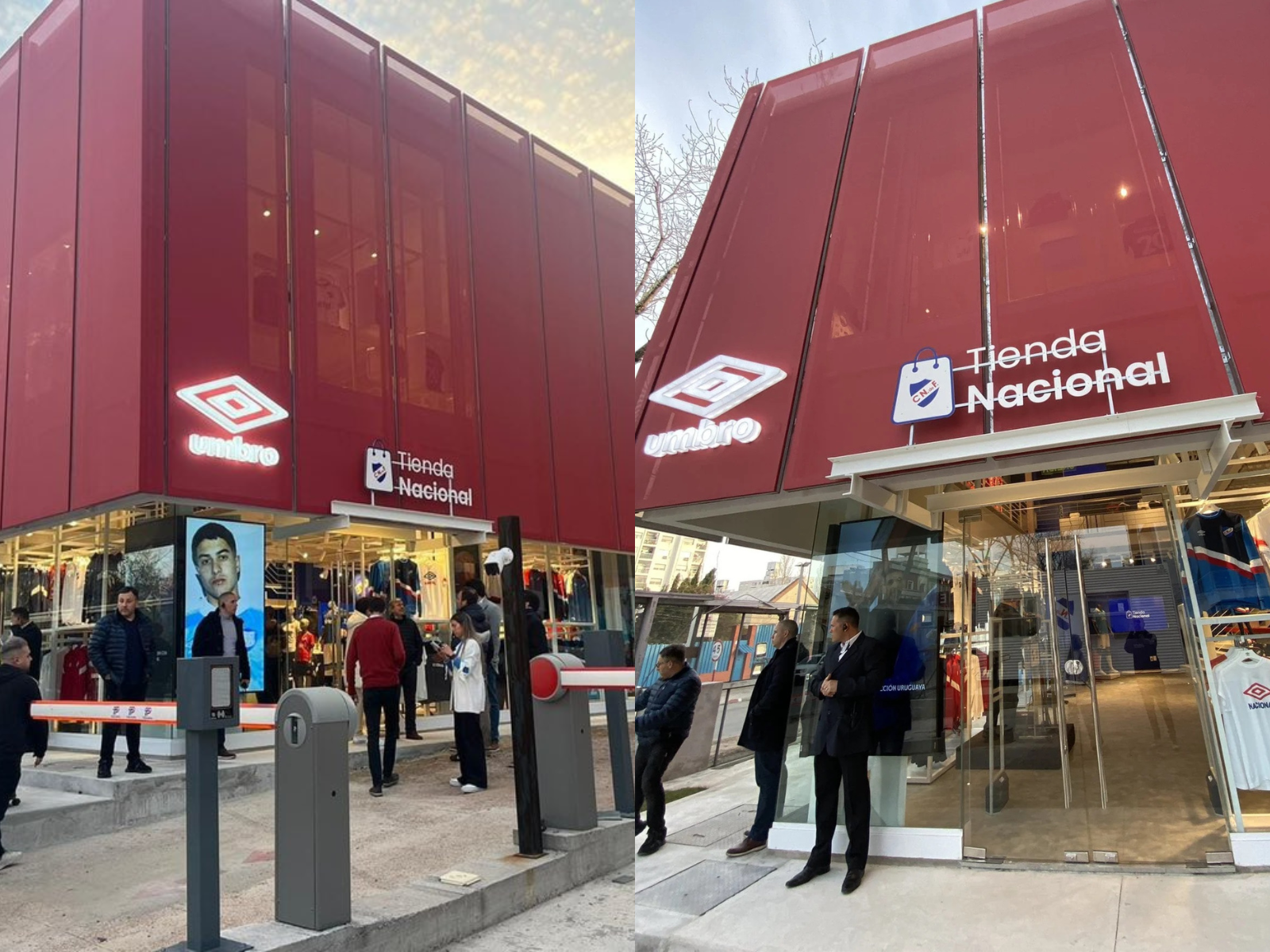
En el exterior del estadio hay algunos locales comerciales, propiedad del club.

Dentro del predio del estadio, se ubican otras instalaciones pertenecientes o gestionadas por el club.

### Nacional Paddock
Dentro de la tribuna Atilio García hay un sector exclusivo vip, que tiene una dinámica los días de partido y otra distinta el resto de la semana. Los hinchas pueden adquirir las mesas o living que tienen vista preferencial hacia el campo de juego, y que disponen de un acceso independiente, estacionamiento, gastronomía y otros servicios adicionales.
El resto de la semana el sector es ocupado por Restaurant 1900, una propuesta abierta para que el público interesado pueda degustar alimentos con dicha vista privilegiada hacia el interior del estadio.
Los días de partido por la Copa Libertadores, la Conmebol instala en el Nacional Paddock su sector de membresía exclusivo Libertadores Club. Debido a los altos estándares de la confederación, son pocos los estadios de la región que participan de este circuito vip. Estas iniciativas se enmarcan dentro del plan denominado Nacional Business Club.

### PlazoletaQuinta de la Paraguaya

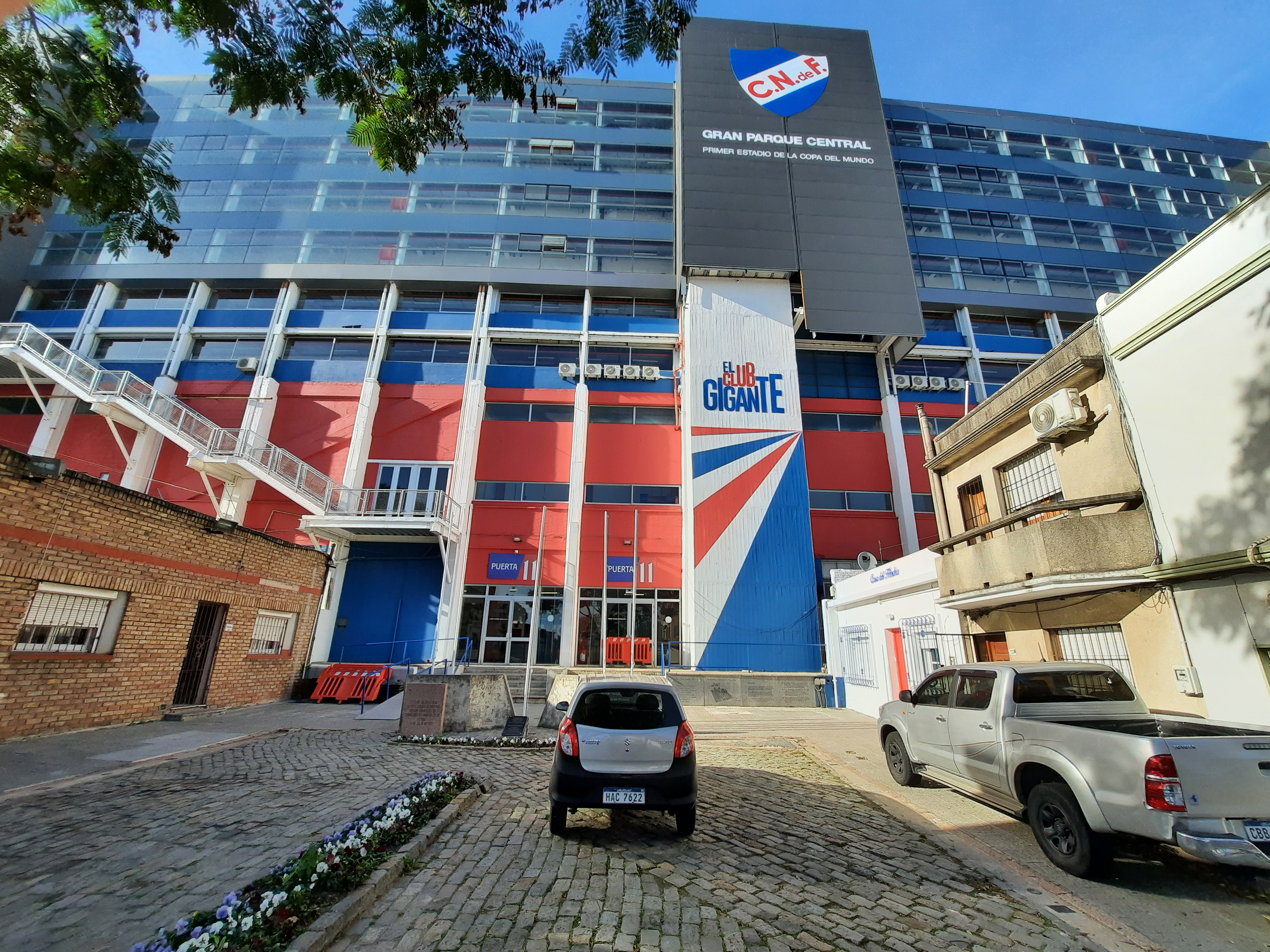
Plazoleta "Quinta de la Paraguaya", donde se ubican algunos hitos históricos acontecidos allí.

La Plazoleta Quinta de la Paraguaya es un área pública de la ciudad de Montevideo, ubicada sobre la calle Anaya, en la intersección con Tristán Azambuya, en el corazón de La Blanqueada. Lleva su nombre en honor al proceso independentista de Uruguay proceso independentista del Uruguay, en un sitio vinculado con el ascenso de la figura de José Gervasio Artigas.
El proyecto, obra del arquitecto Daniel Magic, fue inaugurado en octubre de 2011, y constituye un espacio público a escasos metros de los ingresos al estadio. Justamente es Nacional, dueño del estadio, quien cedió el terreno y se encarga del mantenimiento de la plazoleta.

### Sección tenis
La sección tenis del Parque Central, ubicada en la misma manzana del estadio de fútbol —detrás de la Tribuna Abdón Porte— en la Calle Gral. Urquiza entre J. Cibils y Cdte. Braga Portón 1, tiene sus orígenes desde la década del treinta, en donde un grupo de ingleses fundaron un Club de Tenis que contaba con cuatro canchas. Más adelante fue incorporado al Parque Central e integrado al Club Nacional de Football, como una sección independiente. A partir de 1942 se realizan ampliaciones, llegando al día de hoy con diez canchas para la práctica del mencionado deporte, donde se han disputados campeonatos menores de la ATP y hasta partidos por la Copa Davis, gimnasio, una piscina, club house e instalaciones completas con unos cuatrocientos cincuenta metros cuadrados de construcciones. También se maneja una escuela de tenis y cuenta con vestuarios climatizados, gimnasio y piscina.

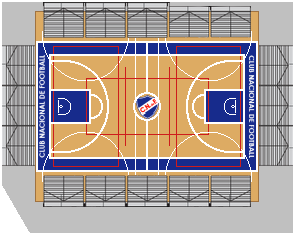
Polideportivo presente en el predio del Gran Parque Central, en el que el equipo de baloncesto de Nacional oficia de local.

### Polideportivo
En el caso del Polideportivo, fue remodelado recientemente para que los representativos de Nacional en baloncesto y futsal, pudiesen ser locales en dicho complejo.
El 9 de noviembre de 2015 se renovó el suelo del Polideportivo, colocándose un nuevo piso flotante avalado por FIBA y utilizado por franquicias de la NBA como Golden State Warriors o Boston Celtics. Además, el escenario presenta tribunas desmontables, lo cual posibilita que se adapte su uso según las reglamentaciones de cada disciplina.
Desde que el Polideportivo fue remodelado, ha sido utilizado en ocasiones por el seleccionado uruguayo de futsal, así como en sus categorías juveniles. También ha sido utilizado por Nacional para realizar actividades extra deportivas pero vinculadas con la institución, como asambleas de socios.
A partir de 2023, Nacional podrá ser local en básquetbol en el Polideportivo, con capacidad para 800 espectadores sentados.

### Residencia de juveniles
Entre las tribunas Atilio García y Héctor Scarone, se ubica una residencia para integrantes de los planteles del club. Su construcción comenzó en 2021 y proyecta la realización de un codo por encima de dicha estructura, semejante al existente entre la tribuna Atilio García y la tribuna Abdón Porte.